# Josep Fontana i Lázaro
Josep Fontana i Lázaro (Barcelona, 20 de novembre de 1931 - Barcelona, 28 d'agost de 2018) fou un historiador català i professor emèrit de la Universitat Pompeu Fabra.

## Biografia
Va néixer el 20 de novembre de 1931 a la ciutat de Barcelona. Va estudiar Filosofia i lletres i es va especialitzar en Història a la Universitat de Barcelona, on es va llicenciar el 1956. Posteriorment, es va doctorar a la mateixa universitat el 1970. Fundador, i durant deu anys, director de l'Institut Universitari d'Història Jaume Vicens Vives pertanyent a la Universitat Pompeu Fabra, va ser així mateix professor universitari de la Universitat de Barcelona, la Universitat de València i la Universitat de Liverpool.
L'any 2006 fou guardonat amb la Creu de Sant Jordi i el 2007 amb el primer Premi Nacional a la Trajectòria Professional i Artística concedit per la Generalitat de Catalunya. L'any 2009 va ser distingit pel Col·legi d'Economistes de Catalunya com a col·legiat d'honor.
Alumne de Jaume Vicens Vives i Ferran Soldevila, va desenvolupar principalment la seva recerca al voltant de la història econòmica i la història espanyola del segle xx. Així mateix, va rebre influències de Pierre Vilar, Antonio Gramsci i Walter Benjamin. Va ser col·laborador de les revistes d'història Recerques i L'Avenç. Fou membre, també, del consell editorial de la revista política Sin Permiso.

## Recerca històrica
La seva anàlisi històrica va ser molt crítica amb el procés de la transició democràtica espanyola, procés que va portar, després de la mort del dictador Franco, al règim de monarquia parlamentària de Juan Carlos I. Una mostra d'aquesta visió és Bases per a una nova transició, conferència pronunciada el dia 30 d'octubre de 2004 a la seu central de la Universitat de València, en l'acte de cloenda dels XXXIII Premis Octubre.
En una entrevista per a VilaWeb, de 12 de juliol de 2007, després de guanyar el Premi Nacional de Cultura de Catalunya a la Trajectòria Professional i Artística, va opinar sobre les relacions entre l'estat i la nació, sobre la transició política espanyola, sobre la responsabilitat social de l'historiador i d'Europa. S'hi mostrà molt crític amb l'estat espanyol, arribant a l'afirmació: «M'apunto a la independència si és realitzable sense danys per ningú».
Fontana fou un dels millors historiadors europeus de la seva generació a l'hora de captar l'essència del seu temps. Un dels seus aspectes més interessants n'és l'evolució intel·lectual: d'un ortodox marxisme historiogràfic d'accent britànic als seus inicis, a una segona etapa, coincident amb el canvi de segle, preocupat per la globalització capitalista i la construcció de les identitats, en què fusiona les qualitats de la seva trajectòria: les reflexions al voltant dels orígens del capitalisme paral·lel a l'estat contemporani, amb la crítica contundent a la globalització, adobat d'aquest sentiment de profunda decepció, amargor i pessimisme intel·lectual que arrossegà en els seus darrers llibres.
El seu treball de recerca històrica i els seus interessos també es poden seguir a través de la seva biblioteca personal de la qual va anar fent donació a la Universitat Pompeu Fabra. Està formada per més de 40.000 volums i en destaca el fons antic de fullets datats majoritàriament el segle xix. A la seva mort se li va retre un sentit homenatge i la Universitat Pompeu Fabra li va dedicar una càtedra homònima.

## Obres publicades
- 1971 — La quiebra de la monarquía absoluta (1814-1820) (Editorial Crítica)
- 1979 — La crisis del Antiguo Régimen (Editorial Crítica)
- 1981 — Cambio económico y actitudes políticas en la España del siglo XIX (Editorial Ariel)
- 1982 — Historia: análisis del pasado y proyecto social (Editorial Crítica)
- 1992 — La història després de la fi de la història (Eumo Editorial)
- 1994 — Europa ante el espejo (Editorial Crítica)
- 1999 — Enseñar historia con una guerra civil de por medio (Editorial Crítica)
- 1999 — Introducció a l'estudi de la història (Editorial Crítica)
- 2000 — La història dels homes (Editorial Crítica)
- 2005 — Aturar el temps (Editorial Crítica)
- 2006 — De en medio del tiempo (Editorial Crítica)
- 2006 — La construcció de la identitat (Editorial Base)
- 2007 — Historia de España, vol. 6: La época del liberalismo (Crítica-Marcial Pons)
- 2010 — L'ofici d'historiador (Documenta Universitària)
- 2011 — Por el bien del imperio. Una historia del mundo desde 1945 (Pasado & Presente)
- 2013 — El futuro es un país extraño. Una reflexión sobre la crisis social de comienzos de siglo (Pasado & Presente)
- 2014 — La formació d'una identitat. Una història de Catalunya (Eumo Editorial)
- 2017 — El siglo de la revolución (Editorial Crítica)[12]
- 2018 — L'ofici d'historiador (nova edició ampliada, Arcàdia)
- 2018 — Sobre la història i els seus usos públics (Publicacions de la Universitat de València)
- 2018 — La crisi com a triomf del capitalisme. Anàlisi del passat i perspectives marxistes (obra pòstuma, Tres i Quatre)[13]
- 2019 — Capitalisme i democràcia 1756-1848 Com va començar aquest engany (obra pòstuma, Edicions 62)[7]